# 成田市立玉造中学校
成田市立玉造中学校（なりたしりつ たまづくりちゅうがっこう）は、千葉県成田市玉造3丁目にある公立中学校。

## 概要
成田ニュータウンの北部の玉造地区に位置する。新東京国際空港（現・成田国際空港）の整備事業計画一環として、新住宅市街地開発法に基づき造成された成田ニュータウンの居住者の増加に伴い、現在地に1985年4月に成田市立玉造中学校として開校した。

## 沿革
- 1985年（昭和60年）4月1日 - 開校

## 通学区域
玉造小学校・神宮寺小学校・八生小学校の学区を含む。
八代、松崎、大竹、上福田、玉造1 - 7丁目

## エピソード
- 2013年の成田空港周辺１１市町の中学生を対象とした英語スピーチコンテストの学校対抗で優勝した[3]。
- 2015年開催の第59回日本学生科学賞で旭化成賞を受賞した[4]。